# 穆罕默德·汗·阿查克扎伊
穆罕默德·汗·阿查克扎伊（羅馬化：Muḥammad Xān Aćakzaī；1930年1月1日—），是一名巴基斯坦政治家，普什图人。曾担任第23任巴基斯坦俾路支省省长。

## 家庭
他是巴基斯坦普什图人领袖阿卜杜勒·萨马德·汗·阿查克扎伊的儿子之一，他的两个兄弟马哈茂德·汗·阿查克扎伊和哈米德·汗·阿查克扎伊也是政治家。他毕业于旁遮普大学、斯特拉斯克莱德大学和哈佛大学。

## 政治生涯
他隶属于巴基斯坦的普什图人人民民主党，来自俾路支省著名的政治世家阿查克扎伊家族。阿查克扎伊于2013年6月11日被任命为俾路支省省长。他于2018年9月6日辞去省长职务。